# Серж Бланко
Серж Бланко (фр. Serge Blanco, 31. август 1958) бивши је француски рагбиста који је играо на позицији аријера за клуб Бијариц Олимпик и Рагби 15 репрезентацију Француске. Алтернативно, играо је на позицији крило.

## Биографија
Бланко је рођен у Каракасу, од оца пореклом из Венецуеле и мајке баскијског порекла. Одрастао је у Бијарицу у Француској. Дебитовао је на утакмици против репрезентације Јужне Африке на стадиону Лофтус Версфелд 8. новембра 1980. године. Том приликом је репрезентација Француске изгубила.

## Каријера
Постигао је одлучујући погодак у полуфиналу светског првенства у рагбију 1987. године. Тада је Француска је однела победу у утакмици против домаћина, репрезентације Аустралије, резултатом 28ː24. Током његовог учешћа у репрезентацији, Француска је два пута била шампион Купа шест нација, 1981. и 1987. године.
Серж Бланко је био капитен француске репрезентације на Светском првенству у рагбију 1991. године. Повукао се након четвртфиналне утакмице против Енглеске, одигране 19. октобра 1991. године.
Освојио је укупно 93 капе (метафорички израз за учешће играча у игри на међународном нивоу), а још увек држи рекорд за највише постигнутих погодака за Француску (38). Упркос свом међународном успеху, није успео да освоји државно првенство са клубом Бијариц Олимпик 1992. године. Меч против Тулона је био његов последњи меч „првог реда” у рагбију.
Године 1997. Бланко је био један од инаугуралних играча рагбија који су уведени у Међународну рагби дворану славних, а 2011. године је примљен у Интернационалну рагби дворану славних.
Након што је завршио спортску каријеру, постао је председник Бијариц Олимпика. Током његовог председавања, Бијариц Олимпик је постао шампион Француске два пута, 2002. и 2006. године. Био је председник француске националне професионалне лиге до децембра 2004. године.
Осим у рагбију, успешан је и у бизнису. Поседује три хотела и бренд спортске одеће.
У марту 2009. године је имао срчани удар, али се успешно опоравио након операције.